# Scott Martin (calciatore)
Scott Anthony Martin (Glasgow, 1º aprile 1997) è un calciatore scozzese, centrocampista dell'Hamilton Academical.

## Carriera

### Club
Ha giocato nella prima divisione scozzese.

### Nazionale
Ha giocato nella nazionale scozzese Under-19.

## Palmarès

### Club

#### Competizioni nazionali
- Scottish Championship: 1

Hibernian: 2016-2017
- Scottish Challenge Cup: 1

Hamilton Academical: 2022-2023